# Puntzak

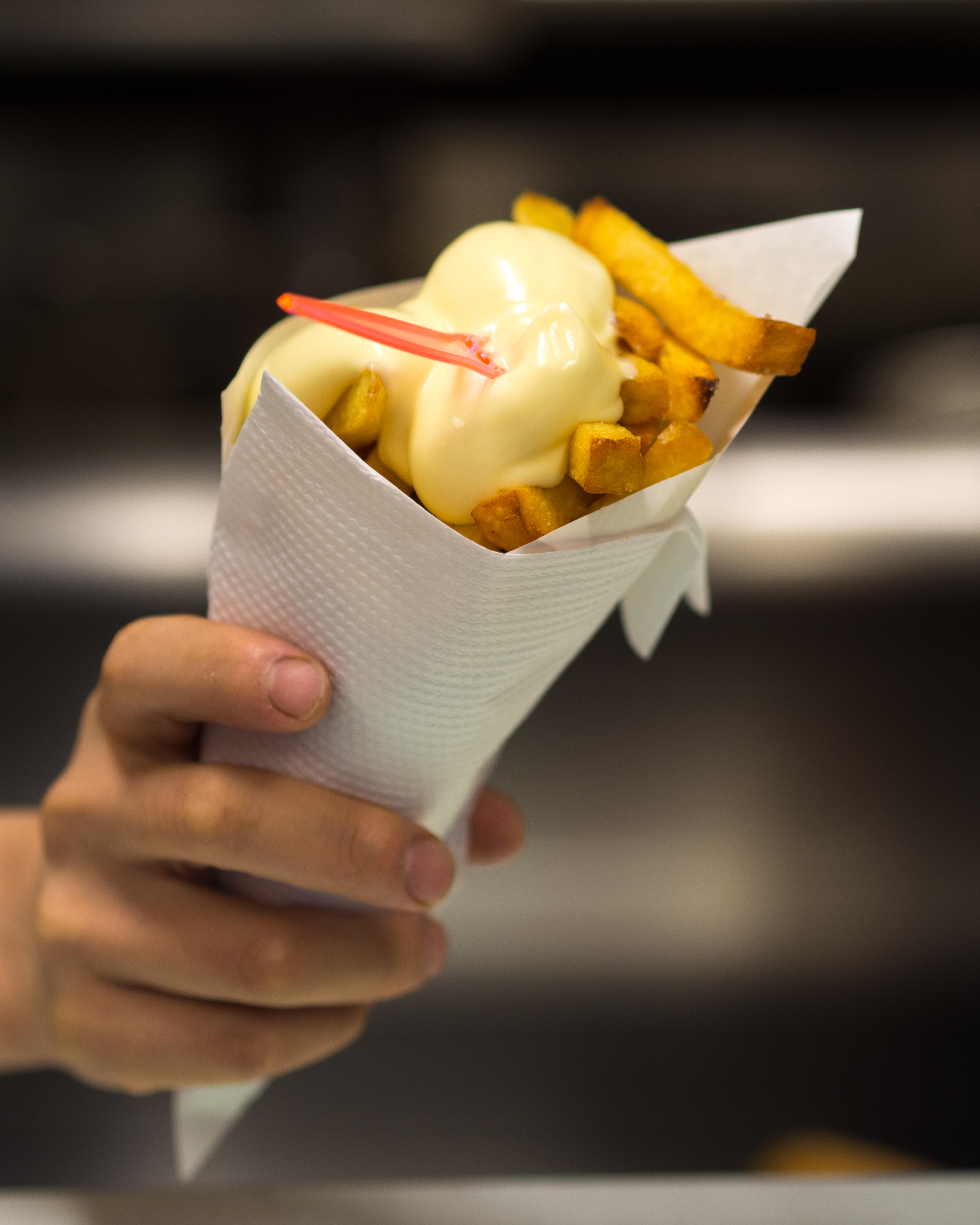
Friet met mayonaise geserveerd in een puntzak

Een puntzak is een kegelvormige verpakking van papier. 
Oorspronkelijk was de puntzak een vierkant stuk papier waarvan één zijde strak, en de tegenovergestelde zijde ruim opgevouwen werd waardoor een kegelvorm ontstond. Puntzakken komen in verschillende maten met diameters van 10 cm tot wel 60 cm, en in verschillende soorten papier en in verschillende papierdikten.

## Oorsprong
De puntzak vindt zijn oorsprong in de ambulante handel, marktkramers die elke dag op een ander markt stonden, gebruikten gerecycleerde oude kranten die ze tot puntzakken oprollen voor het verpakken van hun producten. De voornaamste reden hiervoor was dat het goedkoop en ecologisch verantwoord was. Er zijn er echter nog maar weinig marktkooplui die de puntzak nog gebruiken.
Vroeger verkochten kruideniers suiker en bloem per kilogram, die ze uit een grotere zak van 25 kg schepten. De klant kreeg een puntzak met de gewenste hoeveelheid. 

## Hedendaags gebruik
Dat gebruik is voorbijgestreefd door de voorverpakte producten die men heden ten dage in de supermarkten aantreft. Elders in de voedingsbranche was (en is nog steeds) de puntzak populair, bijvoorbeeld in de specerijen- of fastfoodbranche. In die laatstgenoemde is de puntzak het populairst. In de kegel kunnen consumpties geplaatst worden die ook onmiddellijk kunnen worden genuttigd. In België worden smoutebollen (of oliebollen) veelal in een puntzak verkocht op markten en kermissen. De plastic variant van de puntzak wordt gebruikt voor schepsnoep, en ijzerwaren (losse schroeven en nagels).

## Voordelen
De voordelen van het gebruik van een puntzak zijn: 
- Een bulkproduct zoals poeder (dat zich gedraagt als een droge vloeistof) of kleine losse voorwerpen zoals nageltjes of schroefjes kunnen gegoten worden, zoals men water uit een fles giet.
- De kegelvorm is zeer sterk ook als heel licht en zwak materiaal zoals krantenpapier wordt gebruikt, een principe dat ook in de bouwkunde zeer goed gekend is.
- Een kegelvormige verpakking laat zich makkelijker inpassen tussen andere voorwerpen en kan stabieler opgestapeld worden
- Door de grote opening aan de bovenkant is het gemakkelijk om iets uit de zak te pakken om op te eten.
- Warm voedsel, zoals friet of oliebollen, koelt ook minder snel af in een puntzak.

## Andere landen
Britse Fish-and-chips-winkels deden van oudsher hun product in een puntzak van oud krantenpapier. Tegenwoordig is het echter zo dat door de voedselhygiëneregels er geen bedrukt krantenpapier meer gebruikt mag worden.